# Ségou
Ségou, o anche Seku oppure Segu, è un comune urbano del Mali, capoluogo del circondario e della regione omonimi.
Situata a 235 km a nord-est di Bamako sul fiume Niger, la città fu fondata dal popolo dei Bozo, su un sito a circa 10 km dalla città attuale.
Capitale, nel passato, dell'Impero Bambara, ora Ségou è il capoluogo della quarta regione amministrativa del Mali. È conosciuta anche come la città dei "Balanzan", dal nome del locale albero di Acacia albida. Ségou ha affrontato numerose conquiste e cambiamenti di governo, ma ha sempre beneficiato di scambi con i vicini centri commerciali, come Djenné e Timbuctù, ed è sempre stato un centro amministrativo e commerciale per i cereali e il bestiame.
Il comune è amministrativamente suddiviso in 15 quartieri:
- Alamissani
- Angoulême
- Bagadadji
- Bananissabakoro
- Bougoufié
- Comatex
- Dar Salam
- Hamdallaye
- Médine
- Mission Catholique
- Missira
- Ségou Coura
- Sido Soninkoura
- Sokalakono
- Somono